# Мирсад Синановић
Мирсад Синановић, рођен 1955. године у Фочи, је босанскохерцеговачки писац и новинар.

## Биографија[1]
У Фочи и завршио основну и средњу школу. Похађа Филозофски факултет у Сарајеву, где, са темом Хисторијска подлога родољубиве лирике и драмског рада Сафет-бега Башагића , дипломирао код проф. др. Мухсина Ризвића на Одсеку за историју југославенских књижевности и савремени сх/хс. језик.
Радио је у Фочи као професор сх/хс. језика од 1978. до 1990. године. У Сарајево се доселио 1990. године. Писао је у Муслиманском гласу – часопису који је Удружење новинара БиX прогласило најбољом новином за 1992. од нјеговог осниванја. Часопис је преименован у лист Љиљан 1993. године. 
УдружеЊе новинара БиХ је Синановића 1995. прогласило најбољим ратним репортером за 1994. годину. 
Један је од чланова  Друштва писаца БиХ, те један је од оснивача Удружења „Бошњачка асоцијација 33“. Добивао је награде и признаЊа за своје приче. Уредио је више књига и написао је десетине рецензија. Већ више од 35 година ради у новинарству.
Живи и ради у Сарајеву.